# Llista d'empreses de Menorca per facturació
Aquesta llista conté les cent empreses amb seu social a l'illa de Menorca ordenades per facturació del 2012.
| Nom de l'empresa                           | Indústria                | Facturació (milions d' €) | Treballadors |
| ------------------------------------------ | ------------------------ | ------------------------- | ------------ |
| Jaime Mascaró                              | Calçat                   | 33,1                      | 185          |
| Dispreu Logística                          | Distribuïdor a l'engròs  | 29,9                      | 33           |
| Clinica Salus Menorca                      | Salut                    | 14,3                      | 174          |
| Apalliser                                  | Distribuïdor minorista   | 13,4                      | 42           |
| Antonio Gomila                             | Construcció              | 12,4                      | 75           |
| Pons Quintana                              | Calçat                   | 11,5                      | 90           |
| Mascaro Morera                             | Transport de mercaderies | 11,3                      | 80           |
| Binipreu                                   | Distribuïdor minorista   | 11,2                      | 23           |
| Desarrollos Insulares                      | Distribuïdor minorista   | 10,3                      | 120          |
| Menorca Llet                               | Productes lactis         | 10.2                      | 12           |
| Juan Mora                                  | Construcció              | 9,8                       | 60           |
| Viajes Magón                               | Agències de viatges      | 9,8                       | 41           |
| Red Turística Menorquina (Artiem Hotels)   | Hoteleria                | 7,9                       | 101          |
| Promocion y Desarollo Turistico de Menorca | Hoteleria                | 7,4                       | 75           |
| MADERESA (Maderedos Reunidos)              |                          | 7,2                       | 40           |
| Promotora Menorquina de Turismo            |                          | 7,1                       | 143          |
| Promoturist                                |                          | 6,5                       | 69           |
| Greve Invest                               |                          | 6,3                       | 47           |
| Estación de servicio y gasolinera San Luis |                          | 6,0                       | 14           |
| Owners Cars                                |                          | 5,6                       | 20           |
| Metalurgia Pons                            |                          | 5,2                       | 43           |
| Estaciones Lubricantes y Energéticos       |                          | 5,0                       | 12           |
| Petroleos Menorquines                      |                          | 4,9                       | 5            |
| Carnicas Viper                             |                          | 4,8                       | 15           |
| Vacances Menorca                           |                          | 4,7                       | 50           |
| M Polo                                     |                          | 4,6                       | 22           |
| Triangle Postals                           |                          | 4,4                       | 46           |
| Distribuciones Goñalons SL                 |                          | 4,4                       | 26           |
| Insula Menor                               |                          | 4,4                       | 20           |
| Hermanos Vivo Pons                         |                          | 4,4                       | 8            |
| Hiper Ciutadella                           |                          | 4,3                       | 26           |
| Distribuciones Moll Febrer                 |                          | 4,0                       | 22           |
| Q Hotels Sun Resort                        |                          | 4,0                       | 19           |
| Detall Ciutadella                          |                          | 4,0                       | 19           |
| Tecnocenter                                |                          | 4,0                       | 15           |
| Autobuses Mahón                            |                          | 3,9                       | 60           |
| Menorca Fruit                              |                          | 3,9                       | 14           |
| Club Son Xoriguer                          |                          | 3,7                       | 34           |
| Nautic Center Menorca                      |                          | 3,7                       | 21           |
| Camaras Frigorificas                       |                          | 3,7                       | 12           |
| Menorca Star                               |                          | 3,6                       | 41           |
| Miguel Pons Justo (Gin Xoriguer)           |                          | 3,5                       | 27           |
| Materials Ciutadella Joan i Jordi          |                          | 3,5                       | 25           |
| Dalrit                                     |                          | 3,5                       | 22           |
| Nou Mercat Ciutadella                      |                          | 3,5                       | 20           |
| Elite Hotels                               |                          | 3,5                       | 17           |
| Denix                                      |                          | 3,4                       | 28           |
| Olympia Establiments                       |                          | 3,4                       | 20           |
| Urbanización San Luis Mediterraneo         |                          | 3,2                       | 40           |
| Karta Memosa                               |                          | 3,2                       | 18           |
| Andreu Olives                              |                          | 3,1                       | 21           |
| Construcciones Olives                      |                          | 3,0                       | 20           |
| Sasga Yacths                               |                          | 2,9                       | 15           |
| Menorca Preu                               |                          | 2,9                       | 15           |
| Ciudadela Ferrerías SL                     |                          | 2,8                       | 24           |
| S'Algar Hotels                             |                          | 2,8                       | 20           |
| Distribuidora Menorquina                   |                          | 2,8                       | 17           |
| Autocares Norte                            |                          | 2,7                       | 27           |
| Sagitario Playa                            |                          | 2,7                       | 20           |
| Cash Menorca                               |                          | 2,7                       | 12           |
| Salord y C Doux                            |                          | 2,7                       | 3            |
| Comercial JAYPE                            |                          | 2,6                       | 30           |
| Lacto Industria Menorquina                 |                          | 2,6                       | 22           |
| Inversiones y Administración Baleares      |                          | 2,6                       | 13           |
| Curtidos Taltavull                         |                          | 2,6                       | 5            |
| Menorca Comerç                             |                          | 2,5                       | 16           |
| S,A Nostra Illa Distribucions              |                          | 2,5                       | 12           |
| Ganados Palliser                           |                          | 2,5                       | 4            |
| Gasoil Menorca                             |                          | 2,5                       | 4            |